# Tuv
Pour le label de qualité, voir TÜV.
Tuv est une localité du comté de Nordland, en Norvège.

## Géographie
Administrativement, Tuv fait partie de la kommune de Bodø.